# إدواردو برادلي
إدواردو برادلي (بالإسبانية: Eduardo Bradley) هو طيار أرجنتيني، ولد في 9 أبريل 1887 في لابلاتا في الأرجنتين، وتوفي في 4 مايو 1951 في بوينس آيرس في الأرجنتين.